# دعوى جنوب إفريقيا على إسرائيل
دعوى جنوب إفريقيا على إسرائيل يُطلق عليها رسميًا تطبيق اتفاقيّة منع جريمة الإبادة الجماعيّة والمعاقبة عليها في قطاع غزة (جنوب إفريقيا ضد إسرائيل) هي دعوى قضائيّة قدّمتها جنوب إفريقيا على إسرائيل في محكمة العدل الدوليّة في لاهاي، هولندا في 29 كانون الأول/ ديسمبر 2023. تقع المرافعة المُدعَمة بالوثائق في 84 صفحة باللغة الإنجليزيّة، وتُقدِّم دلائل إدانة لإسرائيل بالسعي للإبادة الجماعيّة بحق الشعب الفلسطيني في قطاع غزة. كما تُطالب الدعوى من المحكمة مبدئِيًا بتقديم تدابير الحماية المؤقتة للفلسطينيين.
بدأت جلسات الاستماع العامّة المنعقدة ليوميَن في قصر السلام في لاهاي يوم الخميس 11 كانون الثاني/ يناير 2024. وقد مثّل إسرائيل عدّة محامين من بينهم مالكوم شو، في حين ضم الفريق القانوني لجنوب إفريقيا محامين منهم عديلة هاشم وهيو لوي وتمبيكا نجكوكايتوبي. اتّهمت جنوب إفريقيا إسرائيلَ أمام المحكمة بانتهاك اتفاقيّة منع جريمة الإبادة الجماعيّة والمعاقبة عليها لعام 1948، مُعتبرة أن الهجوم الذي شنّته حركة حماس في 7 تشرين الأول/ أكتوبر 2023 لا يُمكن أن يُبرِّر ما ترتكبه في قطاع غزة. كما تضع دعوى جنوب إفريقيا التُهَم في ما تصفه بأنه: «السياق الأوسع لسلوك إسرائيل تجاه الفلسطينيين خلال نظام الفصل العنصري الذي دام 75 عامًا، واحتلالها العسكري للأراضي الفلسطينيّة الذي دام 56 عامًا، وحصارها لغزة الذي دام 16 عامًا».
أمرت المحكمةُ إسرائيلَ، في جلسة خاصّة عُقِدت يوم الجمعة 26 كانون الثاني/ يناير 2024، باتخاذ عدد من التدابير المؤقتة لحماية الفلسطينيين ومنع الإبادة الجماعيّة في غزة.
وفي 13 فبراير 2024، أعلنت الرئاسة في جنوب إفريقيا، أن البلاد قدمت طلبا عاجلا إلى محكمة العدل الدولية للنظر في قرار إسرائيل توسيع عملياتها العسكرية في رفح، وتحديد ما إذا كان يتطلب أن تستخدم المحكمة سلطتها لمنع المزيد من الانتهاكات لحقوق الفلسطينيين في قطاع غزة.
وفي 16 فبراير 2024 رفضت محكمة العدل الدولية، طلب جنوب إفريقيا بفرض إجراءات عاجلة إضافية لحماية مدينة رفح جنوبي قطاع غزة، لكنها شددت أيضا على أنه يتعين على إسرائيل احترام الإجراءات السابقة التي فرضت أواخر يناير الماضي في مرحلة أولية، في دعوى الإبادة الجماعية التي رفعتها جنوب إفريقيا ضد إسرائيل.

## خلفية تاريخية
لا تقتصر أهميّة الدعوى التي قدّمتها جنوب إفريقيا إلى محكمة العدل الدوليّة على الناحية السياسيّة، والتي تُركّز على إدانة إسرائيل بجريمة الإبادة الجماعيّة وطلب وقف حربها على غزة، بل تحمل أيضًا دلالات رمزيّة تعكس تاريخ الإبادة الجماعيّة وتعقيدات العلاقة بين إسرائيل وجنوب إفريقيا. وتتمتّع جنوب إفريقيا بعلاقة صداقة طويلة الأمد مع الفلسطينيين منذ حقبة الفصل العنصري، وذلك عندما دعمت منظّمة التحرير الفلسطينيّة سياسة المؤتمر الوطني الإفريقي ضد حكم الأقليّة البيضاء في مناهضة العنصريّة. بالمقابل، كان لإسرائيل علاقات تاريخيّة قوّية مع ذلك النظام العنصري الذي كان حاكمًا لعقود. يظهر هذا الأمر بشكل واضح بتشبيه الزعيم الجنوب إفريقي نيلسون مانديلا القضيّة الفلسطينيّة بما كانت تعانيه بلاده، حيث صرّح بعد إطلاق سراحه من السجن وأصبح رئيسًا لجنوب إفريقيا: «نعلم جيدًا أن حرّيتنا غير مُكتملة من دون حريّة الفلسطينيين»، كذلك عندما زار فلسطين عام 1999: «إننا ننحاز إلى منظمة التحرير الفلسطينيّة لأنها، مثلما هو الحال مع نضالنا، تدافع عن الحق في تقرير المصير». إضافةً لذلك، استقبل الرئيس السابق لجنوب إفريقيا جاكوب زوما، وهو رئيس الحزب الحاكم فيها، وفدًا من حركة حماس بقيادة خالد مشعل في عام 2015، وذلك لحشد الدعم للشعب الفلسطيني. كما أدان الرئيس سيريل رامافوزا الهجوم الإسرائيلي على غزة منذ البداية.

### اتفاقية الإبادة الجماعية
صادقت كل من إسرائيل وجنوب إفريقيا على اتفاقيّة منع جريمة الإبادة الجماعيّة عاميّ 1950 و1988 على التوالي، والتي تمنح محكمة العدل الدوليّة الاختصاص القضائي للفصل في النزاعات على أساس الاتفاقيّة. وبينما تدور القضيّة حول الأراضي الفلسطينيّة المُحتلَّة، ليس لفلسطين أي دور رسمي في الإجراءات لأنها ليست دولة ذات عضويّة كاملة في الأمم المتحدة (طالع فلسطين والأمم المتحدة)، بالرغم من وجود دعاوى سابقة قامت بتقديمها فلسطين أمام محكمة العدل الدوليّة.(1)
قدّمت جنوب إفريقيا طلبًا رسميًا إلى محكمة العدل الدوليّة في 29 كانون الأول/ ديسمبر 2023 يتهم إسرائيل بارتكاب أعمال إبادة جماعيّة في قطاع غزة بعد اندلاع الحرب الفلسطينيّة الإسرائيليّة 2023-2024، وسقوط الآلاف من الضحايا بسبب القصف الإسرائيلي وأعمال التهجير القسري للفلسطينيين من بيوتهم. كما أشار الفريق القانوني لجنوب إفريقيا بطلبه من المحكمة أن تشير إلى التدابير المؤقتة من أجل الحماية من أي ضرر إضافي جسيم وغير قابل للإصلاح لحقوق الشعب الفلسطيني بموجب اتفاقيّة الإبادة الجماعيّة، وضمان امتثال إسرائيل لالتزاماتها بموجب الاتفاقيّة.
بالرغم من إن هذا التحرّك القضائي ليس الأول منذ بدء الحرب في قطاع غزة، إلاّ أنه المرّة الأولى التي تُحاكم فيها إسرائيل أمام المحكمة الدوليّة، حيث أعلنت المحكمة الجنائيّة الدوليّة تقدّم جنوب إفريقيا، إضافةً إلى أربعة دول أخرى، بطلب في شهر تشرين الثاني/ نوفمبر 2024 للتحقيق في الهجمات الإسرائيليّة على غزة. وتُعتَبر هذه الدعوى القضائيّة المستندة إلى اتفاقيّة الإبادة الجماعيّة مُختلفة، حيث رفضت إسرائيل قبلها التعامل مع المحاكم الدوليّة. وتُتَهم إسرائيل بانتهاك التزاماتها بموجب الاتفاقيّة، التي تُعرِّف الإبادة الجماعيّة بأنها أفعال تُرتَكب بقصد التدمير، كليًا أو جزئيًا، لمجموعة قوميّة أو إثنيّة أو عرقيّة أو دينيّة.
منذ إنشاء الاتفاقيّة، لم تكن هناك سوى ثلاث حالات مؤكدَّة للإبادة الجماعيّة بموجب تعريف الأمم المتحدة: الحرب الأهليّة الكمبوديّة في سبعينات القرن العشرين، والحرب الأهليّة الروانديّة عام 1994، ومذبحة سربرنيتسا في عام 1995. كما رافعت المحكمة في قضايا أخرى لم تُحسم بعد، مثل دعوى غامبيا على ماينمار حول ممارسات إبادة جماعيّة على مسلميّ الروهينغيا في عام 2019، ودعوى أوكرانيا على روسيا في عام 2022 لممارسة الإبادة الجماعيّة، حيث طلبت النظر في تدابير مؤقتة لوقف الأعمال العدائيّة التي قد تصل إلى حد الإبادة الجماعيّة.

## المرافعة

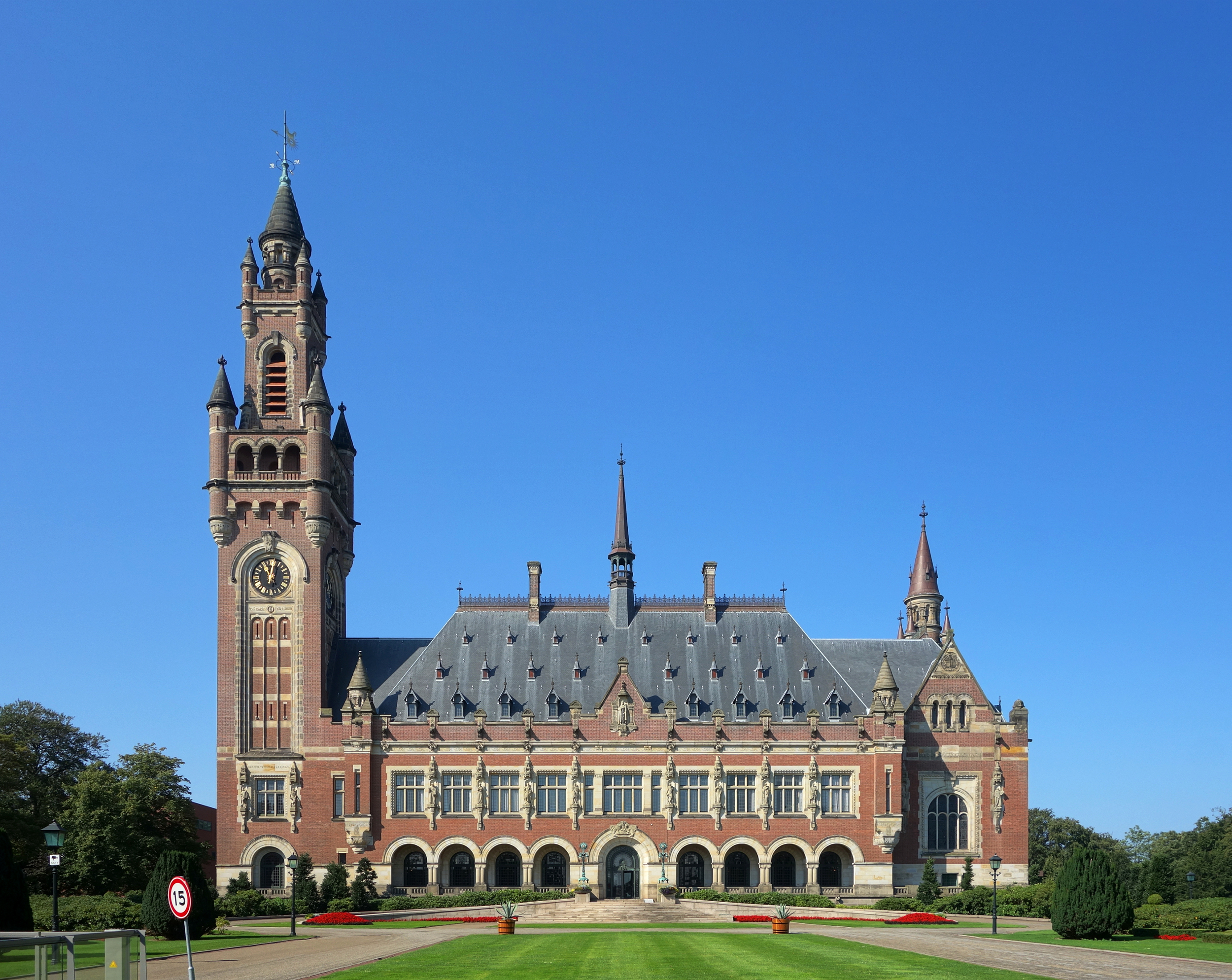
قصر السلام الذي تنعقد به جلسات الاستماع العامة في لاهاي.

بثّت المنصّة الرسميّة للأمم المتحدة (UN Web TV) المرافعة مباشرةً في جلستيَن للاستماع. كانت الأولى في 11 كانون الثاني/ يناير 2024 للاستماع للفريق القانوني لجنوب إفريقيا، أما الثانية فكانت في 12 كانون الثاني/ يناير 2024 للاستماع للفريق القانوني الممثل لإسرائيل.
ضمّت هيئة المحكمة 15 قاضيًا في هذه المرافعة برئاسة القاضية جوان دونوغ (الولايات المتحدة)، منهم ثلاثة عرب هم: محمد بنونة (المغرب)، عبد القوي أحمد يوسف (الصومال)، ونواف سلام (لبنان). أما القضاة الباقون فهم: كيريل جيفورجيان (روسيا)، بيتر تومكا (سلوفاكيا)، روني أبراهام (فرنسا)، شيويه هانكين (الصين)، جوليا سيبوتيندي (أوغندا)، باتريك ليبتون روبنسون (جاميكا)، دالفير بهانداري (الهند)، إيواساوا يوجي (اليابان)، هيلاري تشارلزورث (بلجيكا)، جورج نولتي (ألمانيا)، وليوناردو نمر كالديرا برانت (البرازيل).
حسب قواعد محكمة العدل الدوليّة، يحق للدولة المشتركة في القضيّة والتي ليس لديها قاضٍ من جنسيتها في هيئة المحكمة أن تُرشح قاضٍ خاصًا. وقد اختارت إسرائيل القاضي أهارون باراك، وهو الرئيس السابق للمحكمة العليا في إسرائيل. أما بالنسبة لجنوب إفريقيا، فقد اختارت القاضي ديكغانغ موسينيكي، وهو نائب رئيس المحكمة العليا السابق في البلاد.

### موقف جنوب إفريقيا
مثّل الفريق القانوني لجنوب إفريقيا في المرافعة عدة محامين منهم: جون دوغارد، أديلا هسيم (عديلة هاشم)، تمبيكا نجكوكايتوبي، ماكس دو بليسيس، تشيديسو راموغالي، سارة بودفين جونز، ليراتو زيكالالا، فوغان لوي، بليني ني غرالايغ. وكان على رأس هذا الفريق وزير العدل الجنوب إفريقي رونالد لامولا.

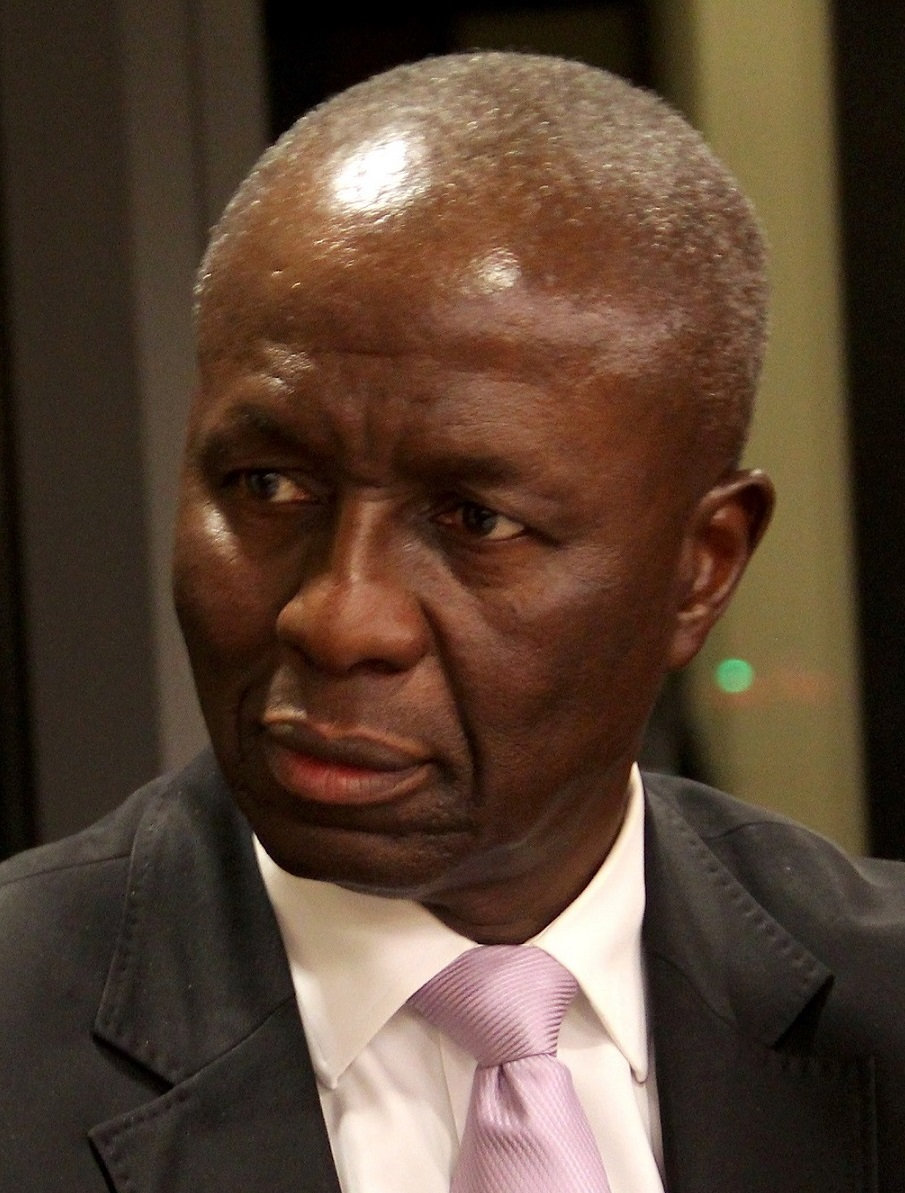
ممثل جنوب إفريقيا في هيئة المحكمة ديكغانغ موسينيكي.

وقد قدّمت جنوب إفريقيا تقريرًا لمحكمة العدل الدوليّة ينص على أن: «الأفعال المُرتكبة من جانب إسرائيل... هي ذات طابع إبادة جماعيّة، لأنها تُرتكب بنيّة مُحدَّدة مطلوبة... لتدمير الفلسطينيين في غزة كجزء من المجموعة الوطنيّة والإثنيّة الفلسطينيّة الأوسع. كما أن أعمال الإبادة الجماعيّة المزعومة في الدعوى شملت القتل الجماعي للفلسطينيين في غزة، وتدمير منازلهم، وطردهم وتهجيرهم، فضلاً عن الحصار المفروض على الغذاء والماء والمساعدات الطبية للمنطقة». وقالت جنوب إفريقيا إن إسرائيل فرضت تدابير تمنع الولادات الفلسطينيّة من خلال تدمير الخدمات الصحيّة الأساسيّة الحيويّة لبقاء النساء الحوامل وأطفالهن على قيد الحياة. وقالت الدعوى إن هذه الأعمال "كانت تهدف إلى تدمير [الفلسطينيين] كمجموعة". كما أكدّت جنوب إفريقيا أن التصريحات التي أدلى بها المسؤولون الإسرائيليون، مثل رئيس الوزراء بنيامين نتنياهو والرئيس الإسرائيلي إسحاق هرتسوغ، هي دليل على نيّة الإبادة الجماعيّة.
أَبْدَى الفريق القانوني لجنوب إفريقيا، في تجسيد مؤثِّر للتضامن مع معاناة الشعب الفلسطيني، جميع الحُجج القانونيّة التي تُدين إسرائيل منذ النكبة عام 1948، وذلك في جلسة الاستماع الأولى من المرافعة التي عُقِدت في 11 كانون الثاني/ يناير 2024.
| دعوى جنوب إفريقيا على إسرائيل                      | في طلبنا، تُذكّر جنوب إفريقيا بالنكبة المستمرة ضد الشعب الفلسطيني بفعل الاستعمار الإسرائيلي منذ عام 1948، الذي أدّى بشكلٍ منهجيّ وقسري إلى تجريد الشعب الفلسطيني من ممتلكاته، وتشريده وتجزئته، وحرمانه عمدًا من حقوقه غير القابلة للتصرف والمعترف بها دوليًا: الحق في تقرير المصير وحق عودة اللاجئين إلى مدنهم وقراهم | دعوى جنوب إفريقيا على إسرائيل |
| — من مرافعة جنوب إفريقيا أمام محكمة العدل الدوليّة. | |                               |

حدّد التقرير الجنوب إفريقي تسع إجراءات وقائية مؤقتة، والتي طالبت بالتالي:
| الرقم | الخلاصة                                                                         | الوصف الكامل |
| ----- | ------------------------------------------------------------------------------- | --- |
| 1     | تعليق الأعمال القتاليّة                                                          | على دولة إسرائيل أن تٌعلِّق على الفور عملياتها العسكريّة في قطاع غزة وضده. |
| 2     | تعليق الأعمال القتاليّة                                                          | على دولة إسرائيل أن تضمن أن أي وحدات عسكريّة مُنظّمة أو غير مُنظّمة قد تتلقى توجيهات أو دعمًا أو تأثيرًا منها، فضلاً عن أي منظمات أو أشخاص قد تكون تحت سيطرتها أو توجيهها أو تأثيرها، أن لا تتخذ أي إجراءات تعزّز العمليّات العسكريّة المُشار إليها في النقطة (1) أعلاه. |
| 3     | منع الإبادة الجماعيّة                                                            | تلتزم كل من جمهوريّة جنوب إفريقيا ودولة إسرائيل، وفقًا لالتزاماتهما في إطار اتفاقيّة منع ومعاقبة جريمة الإبادة الجماعيّة، فيما يتعلق بالشعب الفلسطيني، باتخاذ جميع التدابير المعقولة في إطار سلطاتهما لمنع حدوث جريمة الإبادة الجماعيّة. |
| 4     | الامتناع عن القتل، أو الإصابات، أو تدمير الحياة، ومنع الولادات                  | يجب على دولة إسرائيل أن تمتثل، وفقًا لالتزاماتها في إطار اتفاقيّة منع ومعاقبة جريمة الإبادة الجماعيّة، فيما يتعلق بالشعب الفلسطيني كمجموعة محميّة بموجب هذه الاتفاقيّة، عن القيام بأي أفعال ضمن نطاق المادة الثانية من الاتفاقية، وخاصةً: (أ) قتل أفراد المجموعة؛ (ب) تسبّب بإصابات بالغة الخطورة أو نفسيّة لأفراد المجموعة؛ (ج) إلحاق ظروف بالمجموعة مُصمَّمة عمدًا لإحداث تدميرها الجسدي جزئيًا أو كليًا؛ و (د) فرض تدابير تهدف إلى منع الولادات داخل المجموعة. |
| 5     | منع التهجير والحرمان وتدمير الحياة                                              | يجب على دولة إسرائيل أن تمتنع، وفقًا للفقرة (4)(ج) أعلاه، فيما يتعلق بالفلسطينيين، واتخاذ جميع التدابير في إطار سلطاتها، بما في ذلك إلغاء الأوامر ذات الصلة والقيود و/أو الحظر، لمنع: (أ) الطرد والتهجير القسري من منازلهم؛ (ب) حرمانهم من: (i) الوصول إلى الغذاء والماء الكافيين؛ (ii) الوصول إلى المساعدات الإنسانيّة، بما في ذلك الوصول إلى الوقود الكافي والمأوى والملابس والنظافة والصرف الصحي؛ (iii) الإمدادات والمساعدة الطبيّة؛ و (ج) تدمير حياة الفلسطينيين في غزة. |
| 6     | الامتناع عن التحريض، ومعاقبة الأفعال التي تشجّع على الإبادة الجماعيّة وتدعو إليها | يجب على دولة إسرائيل أن تضمن، فيما يتعلق بالفلسطينيين، أن قواتها العسكريّة، فضلاً عن أي وحدات عسكريّة غير مُنظّمة أو أفراد قد يتلقّون توجيهات أو دعمًا أو تأثيرًا منها، وأي منظّمات أو أشخاص قد تكون تحت سيطرتها أو توجيهها أو تأثيرها، أن لا يرتكبون أي أعمال موصوفة في الفقرتين (4) و (5) أعلاه، أو يشاركوا في دعوة مباشرة وعلنيّة لارتكاب جريمة الإبادة الجماعيّة، أو المؤامرة لارتكابها، أو محاولة ارتكابها، أو المشاركة فيها، وفيما يتعلق بمن يشاركون في ذلك، تُتخذ الإجراءات اللازمة لمعاقبتهم وفقًا لأحكام المواد الأولى والثانية والثالثة والرابعة من اتفاقيّة منع ومعاقبة جريمة الإبادة الجماعيّة. |
| 7     | منع التدمير وضمان الحفاظ على الأدلة                                             | يجب على دولة إسرائيل أن تتخذ تدابير فعّالة لمنع الدمار وضمان الحفاظ على الأدلّة المتعلّقة بادعاءات الأفعال داخل نطاق المادة الثانية من اتفاقيّة منع ومعاقبة جريمة الإبادة الجماعيّة؛ ولهذا الغرض، يجب على دولة إسرائيل أن لا تتخذ إجراءات لإنكار أو تقييد الوصول بأي شكل من الأشكال لبعثات التحقيق والتكليفات الدوليّة والهيئات الأخرى إلى غزة للمساعدة في ضمان الحفاظ على هذه الأدلة والتحفظ عليها. |
| 8     | تقديم تقارير مستمرة إلى المحكمة حول الإجراءات المتخذة                           | يجب على دولة إسرائيل أن تقدّم تقريرًا إلى المحكمة حول جميع الإجراءات المُتخذة لتنفيذ هذا الأمر في غضون أسبوع واحد، اعتبارًا من تاريخ هذا الأمر، وبعد ذلك بفواصل زمنيّة مُنتظمة كما تأمر المحكمة، حتى يُصْدَر قرار نهائي في القضيّة من قبل المحكمة. |
| 9     | الامتناع عن ما يفاقم الوضع                                                      | يجب على دولة إسرائيل أن تمتنع عن أي إجراء وأن تضمن عدم اتخاذ أي إجراء قد يزيد من تفاقم النزاع أمام المحكمة أو يجعل من الصعب حلّه. |

قدمت جنوب إفريقيا مذكرة أدلة جديدة لمحكمة العدل الدولية حول انتهاك إسرائيل لمعاهدة منع جريمة الإبادة الجماعية. ضمت المذكرة 750 صفحة مع 4000 صفحة أخرى من التوضيحات والملحقات.

### الرد الإسرائيلي
قرّرت إسرائيل المثول أمام محكمة العدل الدوليّة للرد على الدعوى القضائيّة التي قدّمتها جنوب إفريقيا، حيث رفضتها الحكومة الإسرائيليّة ووصفتها بأنها تفتقر إلى "أساس واقعي وقانوني". وقد شاركت الدولة العبريّة في جلسة الاستماع الثانية من المرافعة في 12 كانون الثاني/ يناير 2024 للرد على اتهامات جنوب إفريقيا بارتكاب الإبادة الجماعيّة، حيث طلب الفريق القانوني الإسرائيلي، برئاسة القاضي البريطاني مالكوم شو، من القضاة إسقاط التهمة بدعوى أن محكمة العدل الدوليّة غير مُختصّة بموجب اتفاقيّة الإبادة الجماعيّة لإصدار أمر لها بالوقف الفوري لعملياتها العسكريّة في قطاع غزة. كما أشار الفريق القانوني إلى أن العمليّات العسكريّة الإسرائيليّة في غزة هي عمل من أعمال الدفاع عن النفس أمام حماس، وأن جنوب إفريقيا قدّمت "قصّة مُشوََّهة بشكل صارخ" عندما اتهمت إسرائيل بارتكاب إبادة جماعيّة في غزة. كما أكّد محامو إسرائيل أمام المحكمة أن ليس لها أي التزام في إغلاق معبر رفح، وأن من يسيطر عليه هي مصر، وهو ما نفته الأخيرة.
علّق رئيس الوزراء الإسرائيلي بنيامين نتنياهو على القضية المرفوعة أمام محكمة العدل الدوليّة في لاهاي بأنها: «لن تردع إسرائيل عن مواصلة حربها في غزة». كما وصفت وزارة الخارجية الإسرائيليّة جنوب إفريقيا بأنها "تعمل بمثابة الذراع القانوني" لحماس. وذكرت الوزارة في برقيّات دبلوماسيّة أن الحُكم على إسرائيل "يمكن أن يكون له آثار مُحتمَلة كبيرة لا تقتصر على البُعد القانوني فحسب، بل له تداعيات اقتصاديّة وأمنيّة مُتعدّدة الأطراف ".
من جهة أخرى، أعلن الكنيست الإسرائيلي إجراءات لعزل عضوه عوفر كاسيف الذي أعلن انضمامه إلى الدعوى التي رفعتها جنوب إفريقيا. في حين قال وزير الدفاع الإسرائيلي السابق أفيغادور ليبرمان إن: «على جنوب إفريقيا أن تدفع ثمن رفع الدعوى في محكمة العدل الدوليّة، وإن على إسرائيل دعوة اليهود في جنوب إفريقيا إلى الهجرة».

## الحكم

### التدبير المؤقت
أمرت محكمةُ العدل الدوليّة إسرائيلَ يوم الجمعة 26 كانون الثاني/ يناير 2024 باتخاذ إجراءات مؤقتة لمنع الإبادة الجماعيّة في غزة والتحريض المباشر عليها، حيث رفضت الطلب الإسرائيلي بردّ الدعوى التي أقامتها جنوب إفريقيا. كما صوتت أغلبيّة كبيرة من أعضاء هيئة المحكمة لصالح اتخاذ تلك الإجراءات العاجلة التي تُلبّي معظم ما طلبته جنوب إفريقيا، باستثناء توجيه الأمر بوقف الحرب على غزة بشكل صريح. ويتضمّن ذلك رفع إسرائيل تقريرًا عن التزامها بتلك الإجراءات بعد شهر. وبالرغم من أن قرار المحكمة نهائي وغير قابل للاستئناف، إلاّ أنها غير قادرة على تنفيذ قراراتها، ولا يُظهر ما إذا كانت إسرائيل ستلتزم بها. ويُتوقع أن تطول مدة القضيّة بأكملها لسنوات. ومن الممكن أن يضر هذا الحُكم بسمعة إسرائيل ويُشكِّل سابقة قانونيّة.
تجدر الإشارة إلى أن طلب جنوب إفريقيا لإصدار حكم مؤقّت بالدعوى يتوافق مع الاتجاه المتزايد في محكمة العدل الدوليّة نحو إصدار تدابير مؤقّتة، حيث أصدرت المحكمة تلك التدابير في 11 قضيّة في العقد الماضي، كما أنها تظل سارية خلال فترة نظر هذه القضيّة بأكملها.
نال الحكم ترحيبًا من جهات مختلفة حول العالم. فقد أصدر مسؤول السياسة الخارجيّة للاتحاد الأوروبي جوزيب بوريل بيانًا يشير إلى أن قرارات محكمة العدل الدوليّة ملزمة للأطراف وعليها الالتزام بها. ويتوقع تنفيذها الكامل والفوري والفعال. كما رحّب الاتحاد الإفريقي بقرار المحكمة. كذلك بالنسبة لكل من إسبانيا، وأيرلندا، والسعودية، وسلطنة عُمان، وقطر، والكويت. وقد أصدرت وزارة الشؤون الخارجيّة التونسيّة بيانًا يُرحّب بقرار المحكمة، وذلك بعد إصدارها بيانًا سابق يؤكد عدم دعم الدعوى على اعتبار أنها تشكّل "اعترافًا ضمنيًا بالاحتلال الإسرئيلي"، كما يشير إلى تقديم موقف تونس في الأمم المتحدة في شباط/ فبراير 2024. كما رحّبت وزارة الخارجيّة المصريّة بقرار المحكمة، بعد أن نفى رئيس الهيئة العامّة للاستعلامات المصريّة ضياء رشوان "مزاعم وأكاذيب" فريق الدفاع الإسرائيلي في محكمة العدل الدوليّة حول مسؤوليّة مصر في منع دخول المساعدات الإنسانيّة لغزة.

## تداعيات الدعوى

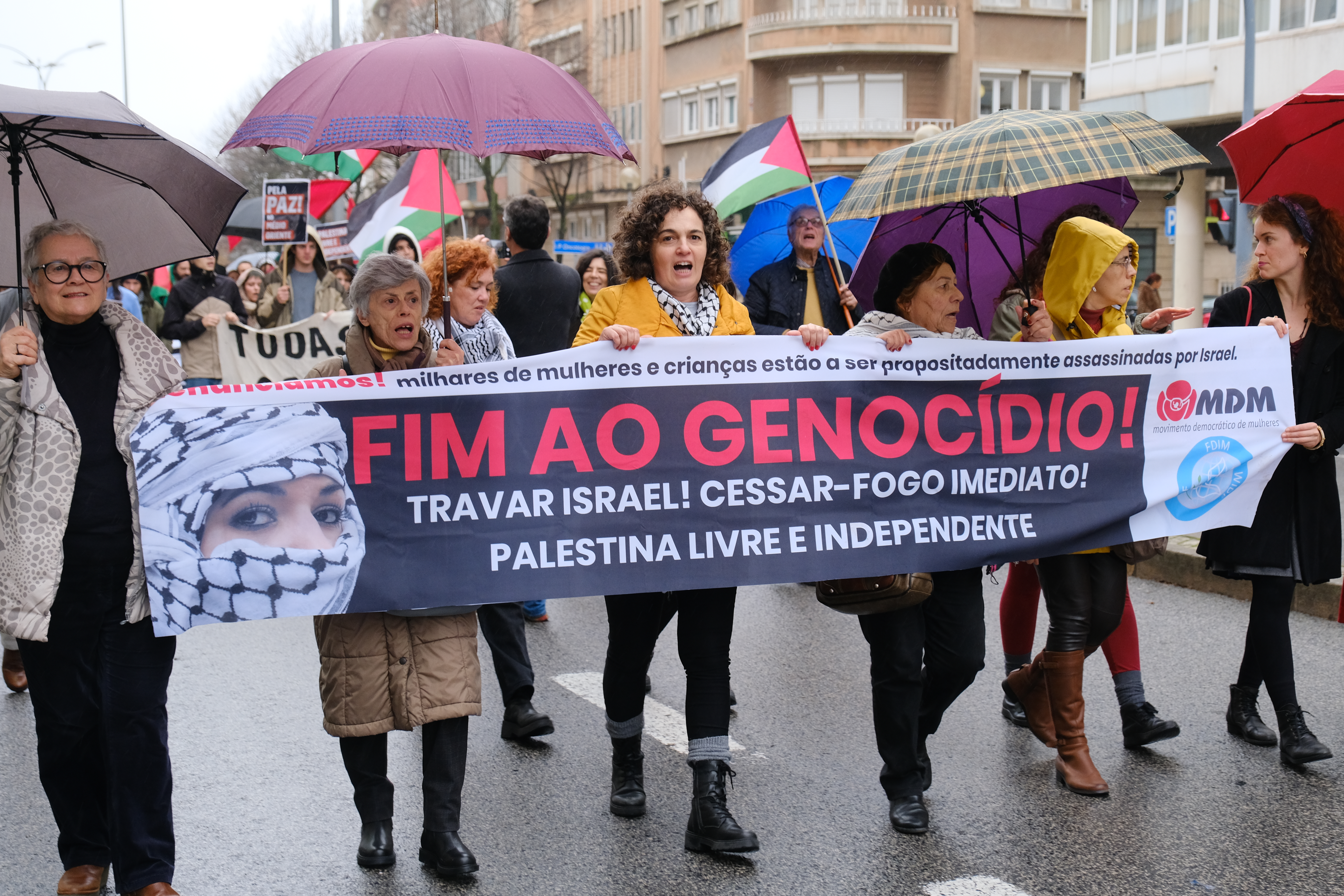
متظاهرون في لشبونة، البرتغال يعارضون الإبادة الجماعيّة في غزة، كانون الثاني/ يناير 2024.

كان لهذه لدعوى القضائيّة التي قدّمتها جنوب افريقيا في محكمة العدل الدوليّة انعكاس على تحركّات لعدد من الدول ضد إسرائيل بعد هجومها على غزّة. إذ قرّرت حكومتيّ المكسيك وتشيلي في 18 كانون الثاني/ يناير 2024 اللجوء الى المحكمة الجنائيّة الدوليّة لمحاسبة إسرائيل على انتهاكاتها بحق الفلسطينيين، مشيرة إلى أن التقارير العديدة من الأمم المتحدة قد تُعد جرائم تقع ضمن اختصاص تلك المحكمة. أما ممثلو الادعاء في سويسرا، فقد أفادوا في 19 كانون الثاني/ يناير 2024 بأنهم تلقّوا شكاوى جنائيّة على الرئيس الإسرائيلي إسحاق هرتسوغ خلال مشاركته في المنتدى الاقتصادي العالمي في دافوس. وأشار مكتب المدعي العام إلى أنه سيتم فحص الشكاوى الجنائية وفقًا للإجراءات المعتادة، مع التواصل المستمر مع وزارة الخارجيّة الاتحاديّة السويسريّة بشأن حصانة هرتسوغ. وقد أفادت منظمة العفو الدوليّة في 24 كانون الثاني/ يناير 2024 بأن: «هناك مؤشرات تنذر بوقوع إبادة جماعيّة في قطاع غزة، فضلا عن التمييز والقمع التاريخيين ضد الفلسطينيين في ظل نظام الفصل العنصري الإسرائيلي». كما عقدت محكمة فدراليّة أمريكيّة في ولاية كاليفورنيا الجمعة 26 كانون الثاني/ يناير 2024 جلسة للنظر في دعوى رفعها مركز الحقوق الدستوريّة الأمريكي، ويُتَهم فيها الرئيس الأمريكي جو بايدن ووزيريّ الخارجيّة أنتوني بلينكن والدفاع لويد أوستن في "التواطؤ في جرائم الإبادة" التي ترتكبها إسرائيل في قطاع غزة، وانتهاك اتفاقيّة منع الإبادة الجماعيّة لعام 1948.
أما شعبيًا، فقد شهدت العشرات من المدن الأمريكيّة والأوروبيّة والإسلاميّة وغيرها مظاهرات ضخمة شارك بها الآلاف من المطالبين بوقف إطلاق النار وإنهاء الإبادة الجماعيّة بغزة.
من جانب آخر، تبدأ جلسات الاستماع فيما يتعلّق بطلب الأمم المتحدة للحصول على رأي استشاري غير مُلزِم بشأن العواقب القانونيّة الناشئة عن سياسات وممارسات إسرائيل في الأرض الفلسطينيّة المٌحتلّة، بما في ذلك القدس الشرقيّة، في 19 شباط/ فبراير 2024 لأشهر، حيث تقدّمت عدّة دول للمشاركة في هذه الجلسات، منها الأردن، إندونيسيا، بنغلاديش، تونس، سلوفينيا، قطر، ومصر.
وفي يوم 21 فبراير 2024 تقدمت مصر بمرافعتها لكشف الممارسات الإسرائيلية في الاراضي الفلسطينية من خلال المستشارة ياسمين موسى في لاهاي بشأن التبعات الناشئة عن سياسات الاحتلال الإسرائيلي وممارساته في الأراضي الفلسطينية المحتلة والتي تستمر حتى يوم 26 فبراير الجاري للاستماع إلى إحاطات 52 دولة.

## ردود الفعل الدولية

الدعم الدولي للدعوى القضائية (أخضر)، المواقف المعارضة (أزرق).

### موقف فلسطين
رحّبت السلطة الوطنيّة الفلسطينيّة بتقديم جنوب إفريقيا الدعوى أمام محكمة العدل الدوليّة للبدء بإجراءات بشأن ارتكاب إسرائيل إبادة جماعيّة. حيث وجّه رئيس الوزراء الفلسطيني محمد اشتيّه الشكر لجنوب إفريقيا باسم الشعب الفلسطيني، ووصفها بأنها: «مدافعة عن الكرامة الإنسانيّة وحقوق الإنسان». كما ثمّن وزير الخارجيّة الفلسطيني رياض المالكي الدعوى القضائيّة خلال لقاء جمعه بوزيرة العلاقات الدوليّة والتعاون الجنوب إفريقي ناليدي باندور. وقد أشارت السفيرة الفلسطينيّة في جنوب إفريقيا حنان جرار إلى أن السلطة الفلسطينيّة تقدّم الأدلّة للفريق الجنوب إفريقي، وهي ليست طرفًا بالدعوى كما تدّعي إسرائيل.
من جانب آخر، أشادت حركة حماس بتحرّك جنوب إفريقيا لمحاسبة الاحتلال. كذلك بالنسبة لفصائل فلسطينيّة أخرى كالجبهة الشعبيّة لتحرير فلسطين، وحركة الجهاد الإسلامي.

### مواقف داعمة
- الأردن: دعم الأردن الدعوى القضائيّة على لسان وزير الخارجيّة الأردني أيمن الصفدي، الذي أشار أن بلاده ستتشاور مع خبراء قانونيين في محاولة لتقديم وثيقة تدعم ادعاء جنوب إفريقيا بشأن الإبادة الجماعيّة في غزة.[82][83]
- إندونيسيا: أعلنت إندونيسيا أنها تدعم الدعوى أخلاقيًا وسياسيًا على لسان المتحدث باسم وزارة الخارجيّة الإندونيسيّة لالو محمد إقبال.[84]
- إيران: أعلنت إيران دعمها للدعوى القضائيّة على لسان الناطق باسم وزارة الخارجيّة الإيرانيّة ناصر كنعاني.[85]
- أيرلندا: دعى نائب رئيس الحكومة الأيرلنديّة ووزير خارجيّتها مايكل مارتن لمحاسبة إسرائيل على أفعالها في غزة، مشيرًا إلى أن حكومته تدرس الانضمام للدعوى القضائيّة.[86]
- باكستان: أعلنت باكستان دعمها للدعوى القضائيّة.[87]
- البرازيل: أبدت البرازيل دعمها للدعوى القضائيّة على لسان الرئيس البرازيلي لولا دا سيلفا.[88][89][90]
- بلجيكا: أعلنت بلجيكا أنها ستدعم القضيّة بشكل كامل، وذلك على لسان وزيرة التعاون التنموي البلجيكي كارولين جينيز.[91] جاء ذلك بعد أن دعت نائبة رئيس الوزراء بيترا دي سوتر في 9 كانون الثاني/ يناير 2024 حكومة بلادها إلى دعم الدعوى.[92]
- بنغلاديش: أعلنت بنغلادش دعمها لدعوى جنوب إفريقيا.[93]
- بوليفيا: أعلنت بوليفيا دعمها لدعوى جنوب إفريقيا على إسرائيل.[94]
- تركيا: أعلنت تركيا دعمهما للدعوى القضائيّة التي قدّمتها جنوب إفريقيا.[94] كما أشار الرئيس التركي رجب طيب أردوغان إلى أن تركيا ستبذل جهودًا كبيرة لمحاسبة إسرائيل على جرائمها بحق الفلسطينيين في الساحات الدوليّة، وأن أكثر من ألف محامٍ تقدموا بطلبات إلى المحكمة للتحقيق في هذه الجرائم.[30][95]
- تشيلي: أعلنت وزارة الخارجيّة التشيليّة أنها بدأت من خلال دوائرها القانونيّة والدبلوماسيّة بالإعداد للوثائق اللازمة للانضمام للدعوى.[96]
- الجزائر: أعلن وزير الخارجيّة الجزائري أحمد عطاف دعم بلاده لدعوى جنوب إفريقيا على هامش مشاركته في اجتماع حركة عدم الانحياز في أوغندة في 19 كانون الثاني/ يناير 2024.[97]
- جيبوتي: دعمت جيبوتي الدعوى القضائيّة في بيان لوزارة الخارجيّة الجيبوتيّة.[98]
- زيمبابوي: أشاد الاتحاد الوطني الإفريقي الزيمبابوي - الجبهة الوطنية، وهو الحزب الحاكم في البلاد، بالإجراءات المُتَّخذَة بحق إسرائيل.[99]
- سانت فينسنت والغرينادين: أعلنت حكومة سانت فينسنت والغرينادين دعمها للدعوى على إسرائيل.[100]
- سلوفينيا: أعلنت وزيرة الخارجيّة السلوفينيّة تانيا فاجون أن بلادها تدعم الدعوى، وأنها تعتزم تقديم موقفها فيها في 23 شباط/ فبراير 2024.[101]
- سوريا: دعمت سوريا الدعوى القضائيّة في بيان لوزارة الخارجيّة السوريّة، الذي أدان في ذات الوقت الغارات الأمريكيّة البريطانيّة على اليمن.[102]
- العراق: أعلن العراق دعمه للدعوى القضائيّة على لسان وزير الخارجيّة العراقي فؤاد حسين.[103]
- فنزويلا: أعلنت فنزويلا دعمها للدعوى القضائيّة.[93]
- كوبا: أيّدت كوبا الدعوى المُقدَّمة من قبل جنوب إفريقيا في بيان لوزارة الخارجيّة الكوبيّة.[104] وفي 22 يونيو 2024، أعلنت الخارجية الكوبية الانضمام إلى دعوى جنوب أفريقيا بصفتها دولة ثالثة وأنها ستقدم تفسيرها لقواعد الاتفاقية التي انتهكتها إسرائيل انتهاكًا صارخًا بأفعالها في الأراضي الفلسطينية المحتلة.[105]
- كولومبيا: أبدت الحكومة الكولومبيّة دعمها للدعوى القضائيّة بتفويض من الرئيس الكولومبي غوستافو بيترو.[89][106]
- لبنان: أعلن لبنان دعمه للدعوى القضائيّة في بيان لوزارة الخارجيّة اللبنانيّة.[107]
- ليبيا: أعلنت ليبيا دعمها للدعوى القضائيّة على لسان السفير الليبي لدى هولندا زياد دغيم.[108]
- جزر المالديف: أعلنت المالديف دعمها للدعوى القضائيّة.[87]
- ماليزيا: أعلنت ماليزيا دعمهما للدعوى القضائيّة التي قدّمتها جنوب إفريقيا.[94]
- ناميبيا: أعلنت ناميبيا دعمها للدعوى القضائيّة.[87] كما أدان الرئيس الناميبي هاكه كينكوب موقف ألمانيا بسبب انحيازها إلى جانب إسرائيل في الدعوى، مُحمّلاً إياها مسؤوليّة ارتكاب أول جرائم الإبادة الجماعيّة في القرن العشرين خلال الاستعمار الألماني لناميبيا، والتي لم تعتذر عنها بعد (طالع العلاقات الألمانيّة الناميبيّة).[109]
- نيكاراغوا: أعلنت نيكاراغوا دعمها للدعوى القضائيّة.[93]
- إسبانيا: أعلنت انضمامها إلى الإجراءات المتخذة ضد إسرائيل بالدعوى القضائية وقال رئيس الوزراء بيدرو سانشيز: «من الملح أن ندعم جميعاً المحكمة حتى تُنفذ التدابير الاحترازية لوقف أي عملية عسكرية»؛ وقال وزير الخارجية خوسيه مانويل ألباريس «إن هذا الإجراء لا يعني دعم أي من الأطراف في القضية، بل يتمثل في مساعدة المحكمة عند إصدار حكم بالتفسير الإسباني للقضية».[110]
- موريشيوس: قال نائب رئيس حكومة موريشيوس محمد أنور حسنو أن بلاده تدعم جنوب أفريقيا في قضية «الإبادة الجماعية» التي رفعتها ضد إسرائيل، حيث أشار تصريح صحفي على هامش فعالية نظمتها جمعية «محبي تركيا» في العاصمة بورت لويس في 24 مايو 2024، تحت شعار «أسياد المحيط الهندي»: «بعيدون، ولكنهم قريبون جداً»، وأن «موريشيوس مثل تركيا، تدعم جنوب أفريقيا في القضية التي رفعتها في محكمة العدل الدولية على خلفية الإبادة الجماعية في غزة».[111][112]

المنظمات الدولية
- جامعة الدول العربية[113][114]
- منظمة التعاون الإسلامي[115]
- الأزهر الشريف[116]
- حركة عدم الانحياز[117]

منظمات أخرى
أكثر من 1000 منظّمة وجمعيّة وحزب حوال العالم دعمت دعوى جنوب إفريقيا في محكمة العدل الدوليّة. كما دعت حركة المقاطعة وسحب الاستثمارات وفرض العقوبات الدول التي تزعم أنها غير قادرة على دعم جنوب إفريقيا في دعواها ضد إسرائيل أمام المحكمة الدوليّة بحجّة حماية دورها "كوسيطة" إلى تغيير مواقفها. في حين أشادت منظمة هيومن رايتس واتش بالدعوى القضائيّة مُعتبرةً أن المجتمع الدولي يتحمّل مسؤوليّة إلزام إسرائيل بالخضوع لقرارات المحكمة.

## الحركات والأحزاب والنقابات
وقد دعمت الدعوى مئات المجموعات الناشطة والمنظمات غير الحكومية والأحزاب السياسية والنقابات والمنظمات الأخرى، حيث (اعتبارًا من منتصف يناير 2024) أبدى أكثر من 1400 دعمًا في شكل رسالة نظمها التحالف الدولي المشكل حديثًا. لوقف الإبادة الجماعية في فلسطين. ومن بين الموقعين على تلك الرسالة والمنظمات الداعمة الأخرى ما يلي:
- الحق[125]
- مركز الميزان لحقوق الإنسان[125]
- منظمة العفو الدولية [126]
- المقاطعة من الداخل[122][124][127]
- كود بينك[120][121][128]
- مزيل الاستعمار[122][124]
- الاشتراكيون الديمقراطيون في أمريكا[122]
- هيومن رايتس ووتش[129][130][131]
- الشبكة اليهودية الدولية المناهضة للصهيونية[122]
- جمعية الشعوب الدولية[132]
- اللجنة الإسرائيلية ضد هدم المنازل[122][124]
- إسرائيليون ضد الفصل العنصري[122][124][133][134]

### مواقف رافضة
- ألمانيا: رفضت الحكومة الألمانيّة تهمة ارتكاب "أعمال الإبادة" الموجَّهة لإسرائيل أمام محكمة العدل الدوليّة، مُحذّرة من "الاستغلال السياسي" لهذه التُهمة. كما أعلنت التدخل "كطرف ثالث" لدعم إسرائيل أمام محكمة العدل الدوليّة.[135][136]
- باراغواي: أدانت باراغواي الدعوى التي قدّمتها جنوب إفريقيا.[84]
- غواتيمالا: أدانت غواتيمالا ما اعتبرته "مزاعم الإبادة الجماعيّة" التي قدّمتها جنوب إفريقيا على إسرائيل أمام محكمة العدل الدوليّة.[137]
- فرنسا: صرّح وزير الخارجيّة الفرنسي ستيفان سيجورني أن اتهام إسرائيل بارتكاب أعمال إبادة "يتخطّى عتبة أخلاقيّة".[138]
- المجر: أدانت المجر ما اعتبرته الدعوى غير العادلة.[84]
- المملكة المتحدة: أعلن ناطق باسم رئيس الحكومة البريطانيّة ريشي سوناك أنه يعتقد أن الدعوى خاطئة وغير مُبرَّرَة على الإطلاق.[139]
- الولايات المتحدة: رفضت الولايات المتحدة الدعوى. وقال المتحدث باسم وزارة الخارجية الأمريكيّة ماثيو ميلر: «لا نشهد أي أعمال تُشكّل إبادة جماعيّة وأن الإتهامات لإسرائيل بارتكابها لا أساس لها من الصحّة».[140] يعتقد بعض الباحثين أن الولايات المتحدة متواطئة في الإبادة الجماعيّة التي ترتكبها إسرائيل بحق الفلسطينيين.[141][142][143] وقد اعترفت الحكومة الأمريكيّة في 4 كانون الثاني/ يناير 2024 بأنها لم تقم بإجراء أي تقييم رسمي حول ما إذا كانت إسرائيل تنتهك القانون الإنساني الدولي. ومع ذلك، قال المتحدث باسم مجلس الأمن القومي بالبيت الأبيض، جون كيربي، إن الولايات المتحدة ترى أن: «الدعوى بلا قيمة، تؤدي إلى نتائج عكسيّة، وادعاءات جنوب إفريقيا لا أساس لها على الإطلاق في الواقع».[144][145] كما أثّرت التوتّرات الأخيرة على علاقة الحكومة الأمريكيّة مع جنوب إفريقيا.[146]

### مواقف أخرى
تراوحت مواقف باقي دول الاتحاد الأوروبي ما بين الحياديّة والسلبيّة، حيث أعربت حكومتيّ النمسا والتشيك عن شكوكهما حول القضيّة ورفضهما لتسييسها. في حين صرّح نائب رئيس الحكومة في إيطاليا ووزير خارجيّتها أنتونيو تاجاني أن: «إسرائيل استهدفت المدنيين، إلاّ أن هذا لا يُعتبر إبادة جماعيّة».
بالنسبة لروسيا، لم تعبِّر عن موقفها من الدعوى القضائيّة بشكل مباشر، كما هو بالنسبة للصين واليابان. إلاّ أن المتحدّثة باسم وزارة الخارجيّة الروسيّة ماريا زاخاروفا صرّحت في 21 كانون الثاني/ يناير 2024 تعقيبًا على الموقف الألماني من الدعوى بأن: «روسيا لم تتفاجأ بدفاع ألمانيا عن إسرائيل من اتهامات بالإبادة الجماعيّة، فيما ترفض برلين الاعتراف بالذنب عن جرائم الرايخ الثالث في الاتحاد السوفييتي».
بالنسبة لكندا وأستراليا، قال رئيس الحكومة الكنديّة جاستن ترودو إن: «حكومته تدعم على الدوام عمل محكمة العدل الدوليّة، بالرغم من أن هذا لا يعني أنّها تدعم جنوب إفريقيا في الدعوى التي قدّمتها على إسرائيل». إلاّ أنه ذكر لاحقًا أن حكومته ستلتزم بقرار المحكمة. وقال رئيس الحكومة الاستراليّة أنتوني ألبانيز إن: «الدعاوى القضائيّة لن تساعد في تحقيق السلام بين إسرائيل وفلسطين»، معلنًا أن الحكومة الأستراليّة لن تشارك في إجراءات محكمة العدل الدوليّة التي بدأتها جنوب إفريقيا، وأنها ستركّز بدلاً من ذلك على الحل السياسي.
من جانب آخر، أ٠قر البرلمان العربي مقترحًا كويتيًا بشأن دعم جنوب إفريقيا قانونيًا وتكريم رئيسها في 21 كانون الثاني/ يناير 2024.
أما الحكومة الأوغندية فقد أعلنت إن القاضية الأوغندية جوليا سيبوتيندي التي اعترضت على كل الإجراءات المؤقتة التي طلبتها جنوب إفريقيا في محكمة العدل الدولية ضد إسرائيل لا تمثل الموقف الرسمي للدولة. وقد كانت جوليا سيبوتيندي هي الوحيدة من بين قضاة المحكمة الـ17 التي صوتت ضد جميع الإجراءات المؤقتة ضد إسرائيل التي أعلنتها المحكمة يوم الجمعة، وبالرغم من ان القاضي الإسرائيلي أهارون باراك صوت لصالح إجراءين: توصيل المساعدات إلى غزة، ووقف التحريض العلني على العنف. الا ان جوليا سيبوتيندي لم تصوت لهذين الاجرائين الانسانيين.

### الأكاديميين
صرح راز سيغال، مؤرخ إسرائيلي للإبادة الجماعية، أن القضية كانت ملحوظة بسبب "كمية الأدلة على نية الإبادة الجماعية التي عبر عنها الأشخاص ذوو السلطة القيادية". وقال ماركو ساسولي، أستاذ القانون الدولي في جامعة جنيف، إنه "ليس الجميع في الغرب يؤيدون إسرائيل و[ليس] الجميع في الجنوب العالمي يعارض إسرائيل"، مضيفًا أن "كل من الدول الغربية والعالم يؤيد إسرائيل". إن ازدواجية المعايير في الجنوب العالمي هي سم لمصداقية القانون الدولي".
وقعت مجموعة من الخبراء القانونيين النيوزيلنديين، بقيادة ديفيد ويليامز وجين كيلسي، على رسالة مفتوحة تحث رئيس الوزراء كريستوفر لوكسون على دعم التماس جنوب أفريقيا.
ورداً على حكم المحكمة بشأن الإجراءات المؤقتة، قال إلياس بانتيكاس، الأستاذ بجامعة حمد بن خليفة: «بالقراءة بين السطور، هذه دعوة واضحة إلى وجود دليل على أن إسرائيل ارتكبت إبادة جماعية». البروفيسور ديانا وانتقدت بوتو رد كندا على الحكم المؤقت لأنه تضمن "نقاط حديث إسرائيلية عنصرية".

### المسؤولين
وصفت روزالي سيلبرمان أبيلا، وهي قاضية سابقة في المحكمة العليا الكندية، إجراءات محكمة العدل الدولية بأنها "إساءة استخدام مبادئ النظام القانوني الدولي". ووصف بيير بوليفر، زعيم المعارضة الرسمية في كندا، حزب المحافظين، المحكمة بأنها "انتهاك لمبادئ النظام القانوني الدولي". الاتهام "هجوم وقح وغير أمين على الشعب اليهودي والدولة اليهودية".
عوفر كاسيف، سياسي إسرائيلي يمثل حزب حداش اليساري، وقع على عريضة جنوب أفريقيا واتهم إسرائيل بارتكاب إبادة جماعية. ورداً على ذلك، بدأ المشرعون إجراءات لطرده من الكنيست. فشل الاقتراح في النهاية في الحصول على الأغلبية العظمى المطلوبة في الكنيست واحتفظ كاسيف بمقعده. ومع ذلك، رفض مسؤولون إسرائيليون آخرون الحكم واتهم وزيران في الحكومة الائتلافية المحكمة بالتحيز معاداة السامية.
وقال فولكر تورك، مفوض الأمم المتحدة السامي لحقوق الإنسان: "ليس من التشهير الدموي أن نستنكر الفشل في محاسبة الجنود الإسرائيليين والمستوطنين المسلحين الذين قتلوا مئات الفلسطينيين في الضفة الغربية منذ 7 أكتوبر/تشرين الأول، أو إطالة أمد الحرب التي أثار سلوكها مخاوف جسيمة بشأن القانون الإنساني الدولي والقانون الدولي لحقوق الإنسان".
صرح وزير خارجية الظل البريطاني ديفيد لامي بأن الحكم المؤقت لمحكمة العدل الدولية "يحدد إجراءات مؤقتة عاجلة يجب اتباعها. ويجب على إسرائيل الآن الامتثال للأوامر الواردة في هذا الحكم بالكامل".

### الجماعات الدينية
وقال المجلس الوطني للمسلمين الكنديين إنه "يشعر بخيبة أمل كبيرة" إزاء رد الحكومة الكندية.
أدانت الجماعات المسيحية الصهيونية في جميع أنحاء جنوب أفريقيا، بما في ذلك شبكة الرؤية المسيحية، وجسور السلام، والسفارة المسيحية الدولية في القدس، قرار حكومتهم بإحالة إسرائيل إلى محكمة العدل الدولية.

## تأثير
بعد أسبوع واحد من إصدار محكمة العدل الدولية حكمها المؤقت، صرح وزير خارجية جنوب إفريقيا ناليدي باندور أن إسرائيل تتجاهل أمر المحكمة، حيث قتل الجيش الإسرائيلي ما يقرب من 1000 شخص في تلك الأيام السبعة. كانت إسرائيل تحاول منع دخول المساعدات الإنسانية إلى قطاع غزة، حيث أشار بعض النشطاء إما إلى الرهائن الذين ما زالوا في غزة أو على صلة بهم، حتى بعد القرار. ذكرت منظمة الإغاثة الإسلامية، وهي مؤسسة خيرية مقرها المملكة المتحدة، في 9 فبراير/شباط أن الوضع في غزة قد ساء منذ أن أصدرت محكمة العدل الدولية أمرها المؤقت.
في 5 فبراير 2024، أعلنت وحدة الطيران التابعة لشركة إيتوتشو أنها أنهت شراكتها الاستراتيجية مع شركة إلبيت سيستمز، مستشهدة بالأمر المؤقت لمحكمة العدل الدولية لمنع أعمال الإبادة الجماعية ضد الفلسطينيين. في 6 فبراير، أعلنت حكومة والونيا في بلجيكا أنها علقت مؤقتًا تراخيص تصدير الذخيرة إلى إسرائيل، مستشهدة بالحكم المؤقت لمحكمة العدل الدولية.
اعتبارًا من 10 فبراير/شباط، قالت المقررة الخاصة للأمم المتحدة فرانشيسكا ألبانيز إن إسرائيل تنتهك على ما يبدو أوامر محكمة العدل الدولية، حيث قتلت القوات الإسرائيلية ما لا يقل عن 1,755 فلسطينيًا منذ صدور الأمر، واستمرت في منع المساعدات الإنسانية لسكان غزة. وفي 15 فبراير/شباط، صرح أليكس دي وال، وهو أكاديمي بريطاني، أنه بدلاً من الامتثال لأمر محكمة العدل الدولية، قامت إسرائيل بدلاً من ذلك "بتكثيف نشاطها". ذكرت منظمة العفو الدولية في 26 فبراير أن إسرائيل فشلت في اتخاذ "الحد الأدنى" من الخطوات للامتثال لأمر محكمة العدل الدولية، بينما خلقت "واحدة من أسوأ الأزمات الإنسانية في العالم". ذكرت هيومن رايتس ووتش أن إسرائيل "فشلت في الالتزام" بالتدابير المؤقتة لمحكمة العدل الدولية وارتكبت بدلاً من ذلك "أفعال عقاب جماعي ترقى إلى مستوى جرائم الحرب وتشمل استخدام تجويع المدنيين كسلاح حرب".

### تقرير إسرائيل إلى المحكمة
وبناءً على أمر المحكمة، قدمت إسرائيل في 26 فبراير/شباط 2024 تقريرًا حول الإجراءات المتخذة للامتثال للحكم المؤقت.
قالت هيومن رايتس ووتش إن إسرائيل لم تمتثل لإجراء مؤقت واحد على الأقل، مشيرة إلى أن عدد شاحنات المساعدات الإنسانية التي دخلت غزة بعد الحكم كان أقل مما كان عليه في الأسابيع التي سبقته. وقالت منظمة العفو الدولية بالمثل إن إسرائيل لم تمتثل لحكم محكمة العدل الدولية لضمان توفير المساعدات الكافية للفلسطينيين في غزة. ووصف مقرر الأمم المتحدة الخاص المعني بالحق في الغذاء، مايكل فخري، ما يحدث في غزة بأنه "حالة إبادة جماعية". وذكرت أوكسفام أن "خطر الإبادة الجماعية يتزايد في شمال غزة لأن حكومة إسرائيل تتجاهل أحد الأحكام الرئيسية لمحكمة العدل الدولية، المتمثل في توفير الخدمات الأساسية والمساعدات الإنسانية التي تشتد الحاجة إليها". وذكرت أطباء بلا حدود أنه «لا يوجد أي مؤشر على أن القوات الإسرائيلية تحاول الحد من الخسائر في أرواح المدنيين أو تخفيف معاناة الناس».

### آخر
في 9 يناير 2024، أعلنت رسالة مفتوحة إلى محكمة العدل الدولية وقعها أكثر من 600 إسرائيلي دعمهم لقضية جنوب إفريقيا. في 18 يناير/كانون الثاني، كتبت مجموعة من الناجين من الإبادة الجماعية في البوسنة رسالة مفتوحة إلى محكمة العدل الدولية، حثت فيها المحكمة على "تنفيذ التدابير المؤقتة اللازمة بسرعة لحماية الفلسطينيين في غزة" وتجنب تكرار "الخطأ الفادح" المتمثل في الفشل في حماية المدنيين. من الإبادة الجماعية.

## هوامش
- 1 سبق لدولة فلسطين أن قدّمت شكوى على الولايات المتحدة أمام محكمة العدل الدوليّة بسبب نقل مقر السفارة الأمريكيّة إلى القدس المُحتلَّة عام 2018.[196] كما حكمت المحكمة لصالح الفلسطينيين في قضيّة الجدار الإسرائيلي في الضفة الغربيّة عام 2004، إذ أقرّت بأنه غير قانوني. إلاّ أن الحكم كان عبارة عن فتوى غير مُلزِمة لإسرائيل.[197]

## وصلات خارجية
- بيان صحفي: جمهورية جنوب إفريقيا ترفع دعوى قضائية ضد دولة إسرائيل وتطلب من المحكمة الإشارة إلى التدابير المؤقتة، الأمم المتحدة (بالإنجليزيّة)
- جلسات الاستماع في المرافعة، الموقع الرسمي لمحكمة العدل الدوليّة (بالإنجليزيّة)